# Caugé
Caugé ist eine französische Gemeinde mit 817 Einwohnern (Stand: 1. Januar 2022) im Département Eure in der Region Normandie. Sie gehört zum Arrondissement Évreux und zum Kanton Conches-en-Ouche.
Die Einwohner werden Caugéens und Caugéennes genannt.
Die Gemeinde erhielt 2022 die Auszeichnung „Zwei Blumen“, die vom Conseil national des villes et villages fleuris (CNVVF) im Rahmen des jährlichen Wettbewerbs der blumengeschmückten Städte und Dörfer verliehen wird.

## Geographie
Caugé liegt etwa sechs Kilometer westlich von Évreux.

### Nachbargemeinden
Umgeben ist Caugé von den Nachbargemeinden Claville im Norden, Gauville-la-Campagne im Nordosten, Parville im Osten, Saint-Sébastien-de-Morsent im Südosten, La Bonneville-sur-Iton im Süden sowie Ferrières-Haut-Clocher im Westen. 

## Bevölkerungsentwicklung
| Jahr                       | 1962 | 1968 | 1975 | 1982 | 1990 | 1999 | 2006 | 2013 | 2019 |
| Einwohner                  | 234  | 243  | 321  | 609  | 749  | 746  | 825  | 817  | 860  |
| Quellen: Cassini und INSEE |      |      |      |      |      |      |      |      |      |

## Sehenswürdigkeiten
- Kirche Notre-Dame aus dem 16. Jahrhundert
- Ehemalige Kirche Saint-Maclou im Ortsteil Branville

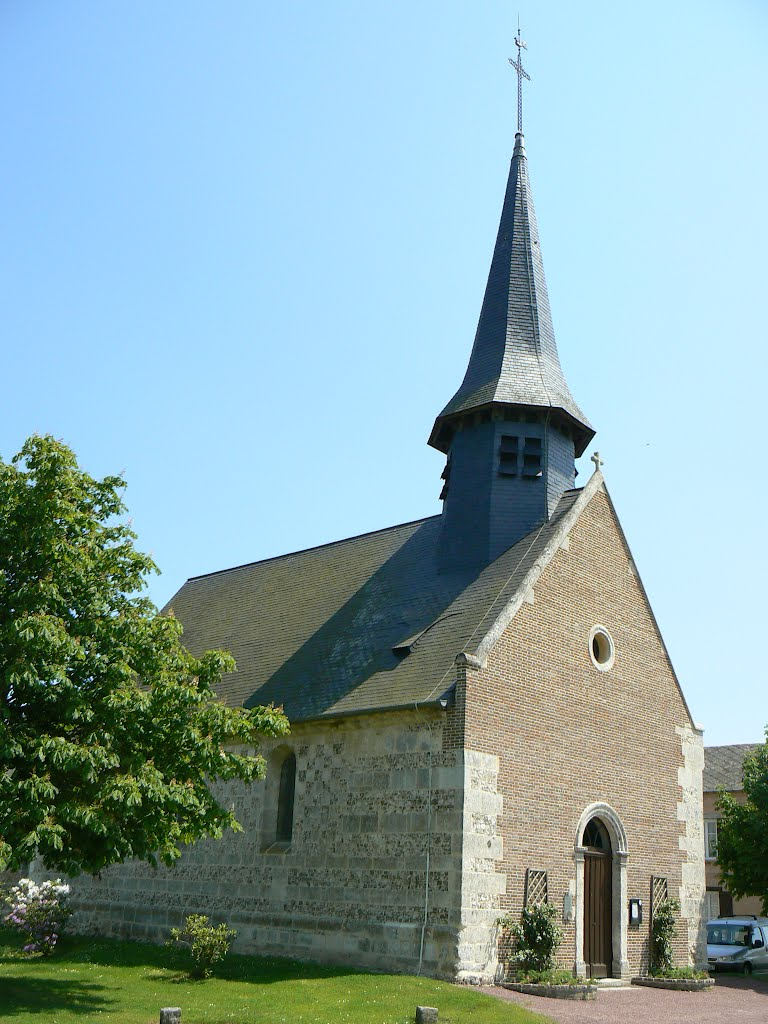
Kirche Notre-Dame